# Médédjonou
Médédjonou è un arrondissement del Benin situato nella città di Adjarra (dipartimento di Ouémé) con 15.977 abitanti (dato 2006).